# Classe Sella
La classe Sella (ou classe Quintino Sella) est une classe de destroyers construit pour la Regia Marina à la fin des années 1920.

## Conception
Bien qu'inspirés par les Palestro et Curtatone de 1919-23, les Sella étaient agrandis et renforcés pour passer à un armement constitué de pièces de 120 mm au lieu de 102, et tubes « standard » de 533 mm au lieu de 450 mm. Les quatre navires étaient longs de 89 mètres, large de 8,60 avec 2,70 de tirant d’eau, et jaugeaient 955 tonnes en standard, et 1 457 à pleine charge.
Les navires, comme ceux de la classe Sauro, bénéficiaient du même appareil moteur, un ensemble de deux turbines Parsons et 3 chaudières Thornycroft, leur donnant une vitesse sensiblement supérieure de 35 nœuds. Leur armement était également identique, sauf concernant les pièces de 120 mm, car les Sella n’avaient qu’une tourelle double et une simple. Ceci fut rectifié en 1929.
Le Ricasoli et le Nicotera furent vendus à la Marine royale suédoise en mars 1940. Le Crispi fut saisi par les Allemands après l'armistice italien en septembre 1943, avant d'être coulé par une attaque aérienne le 8 mars 1944 en mer Egée. Le Sella fut coulé par des Schnellboot Allemands à la déclaration d’armistice avec les Alliés.

## Conception et description
Les destroyers de la classe Sella étaient des versions agrandies et améliorées des classes précédentes Palestro et Curtatone. Ils avaient une longueur totale de 84,9 mètres, une largeur de 8,6 mètres et un tirant d'eau de 2,7 mètres. Ils déplaçaient 970 tonnes à charge normale, et 1 480 tonnes métriques à pleine charge. Leur effectif était de 8 à 9 officiers et de 144 sous-officiers et marins.
Les Sella étaient propulsés par deux turbines à vapeur à engrenages Parsons , chacune entraînant un arbre d'hélice et utilisant la vapeur fournie par trois chaudières Thornycroft. La puissance nominale des turbines était de 36 000 chevaux-vapeur (27 000 kW) pour une vitesse de 33 nœuds (61 km/h) en service, bien que les navires aient atteint des vitesses supérieures à 37 nœuds (69 km/h) lors de leurs essais en mer alors qu'ils étaient légèrement chargés. Ils transportaient suffisamment de fioul pour avoir une autonomie de 3 600 milles nautiques (6 700 km) à une vitesse de 14 nœuds (26 km/h).
Leur batterie principale était composée de trois canons de 120 millimètres dans une tourelle à deux canons à l'arrière de la superstructure et une tourelle à un canon à l'avant. La défense antiaérienne (AA) des navires de la classe Sella était assurée par une paire de canons AA de 40 millimètres "pom-pom" dans des supports simples au milieu du navire et une paire de mitrailleuses Breda Model 1931 de 13,2 millimètres. Ils étaient équipés de quatre tubes lance-torpilles de 533 millimètres (21 pouces) dans deux supports jumelés au milieu du navire.  Les Sella pouvaient également transporter 32 mines.

## Navires de la classe
Les quatre navires furent construits par le chantier naval de Pattison à Naples
- Francesco Crispi

Nommé d'après Francesco Crispi,
mis en service le 29 avril 1927,
Saisi par les Allemands après l'armistice italien en septembre 1943, renommé TA15, coulé par une attaque aérienne le 8 mars 1944 en mer Egée.
- Quintino Sella

Nommé d'après Quintino Sella,
mis en service le 25 mars 1926,
Coulé par des Schnellboote Allemands le 11 septembre 1943 en mer Adriatique.
- Bettino Ricasoli

Nommé d'après Bettino Ricasoli,
mis en service le 11 décembre 1926.
Vendu à la Marine royale suédoise et renommé HSwMS Puke.
- Giovanni Nicotera

Nommé d'après Giovanni Nicotera,
mis en service le 8 janvier 1927.
Vendu à la Marine royale suédoise et renommé HSwMS Psilander.
| Francesco Crispi  | CR | Pattison - Naples | 21 février 1923 | 12 septembre 1925 | 29 avril 1927  | 12 octobre 1944   |
| Giovanni Nicotera | NI | Pattison - Naples | 1925            | 24 juin 1926      | 8 janvier 1927 | Ferraillé en 1949 |
| Bettino Ricasoli  | RI | Pattison - Naples | 1925            | 29 janvier 1926   | 4 octobre 1926 | Ferraillé en 1949 |
| Quintino Sella    | SE | Pattison - Naples | 12 octobre 1922 | 25 avril 1925     | 25 mars 1926   | 11 septembre 1943 |